# سوزاندن آزمایشی

دوره‌های سوزاندن آزمایشی مربوط به بخش اولیه منحنی وانی است، جایی که خرابی‌های اولیه در طول زمان کاهش می‌یابد.

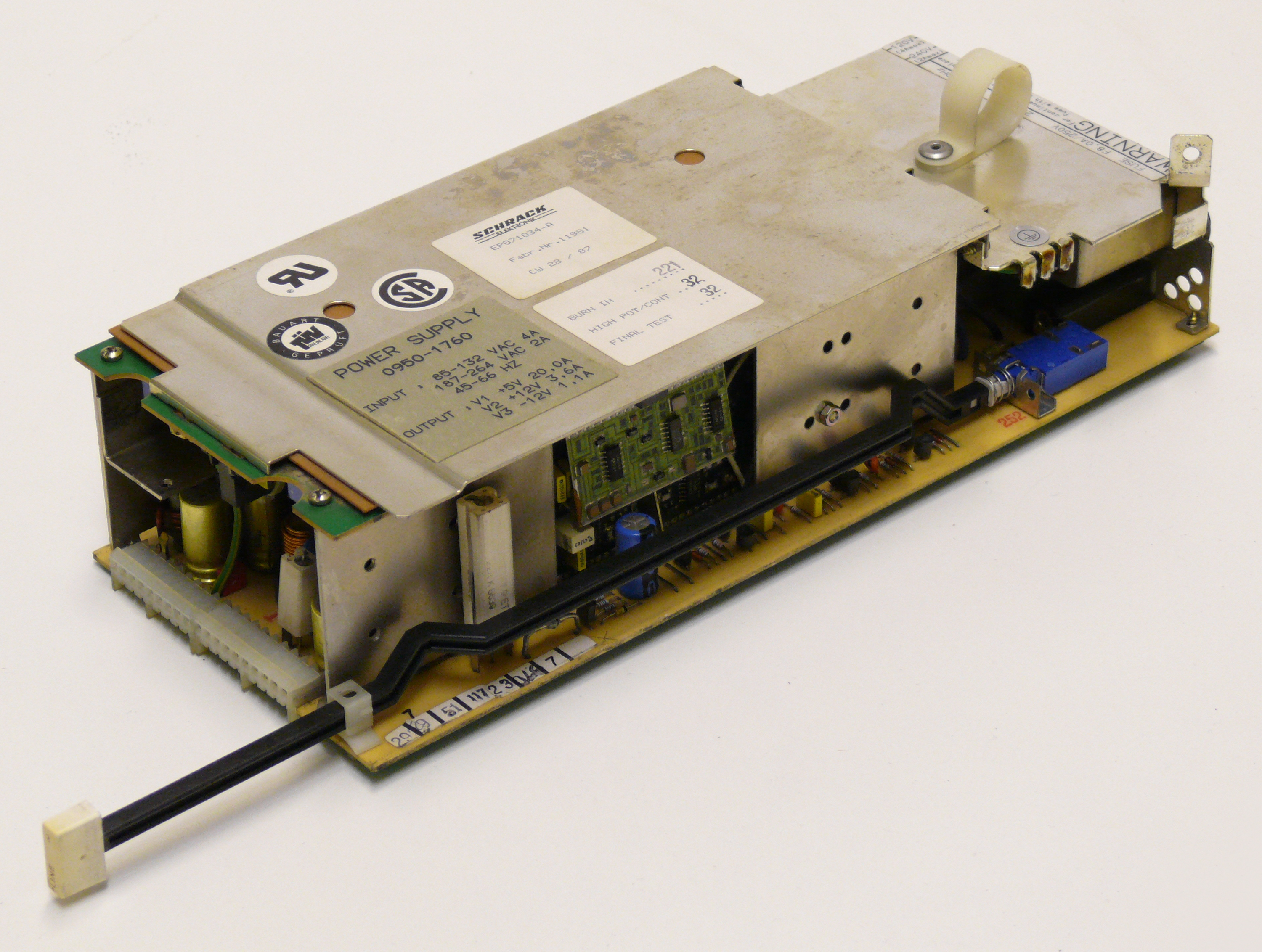
واحد منبع تغذیه از رایانه ایستگاه‌کاری هیولت پاکارد دهه ۱۹۸۰، با نقطه‌بازرسی عیب‌پویی از کارخانه که در برچسب در مرکز مشخص شده است.

سوزاندن آزمایشی یا عیب‌پویی (به انگلیسی: Burn-in)  فرآیندی است که طی آن اجزای یک سامانه قبل از قرار گرفتن در سرویس (و اغلب، قبل از اینکه سامانه به‌طور کامل از آن اجزا مونتاژ شود) اعمال می‌شود. این فرایند آزمایش باعث می‌شود که خرابی‌های خاصی تحت شرایط نظارت شده اتفاق بیفتد تا بتوان درک ظرفیت بار محصول را ایجاد کرد.
هدف این است که اجزای خاصی را شناسایی کنیم که در نتیجه بخش اولیه و نرخ خرابی-بالا از منحنی وانیِ قابلیت‌اطمینان اجزا خراب می‌شوند. اگر دوره سوزاندن آزمایشی به اندازه کافی طولانی شود (و شاید به‌طور مصنوعی تنش‌زا باشد)، پس از تکمیل فرایند سوزاندن آزمایشی، می‌توان به سامانه اعتماد کرد که عمدتاً از خرابی‌های اولیه بیشتر عاری است.
به‌طورنظری، هر جزای ضعیف در طول زمان «سوزاندن‌آزمایشی» از کار می‌افتد و اجازه می‌دهد آن قطعات جایگزین شوند. جایگزینی اجزای ضعیف از خرابی زودرس، خرابی تلفات آغازین یا سایر نقص‌های نهفته جلوگیری می‌کند.
هنگامی که طول‌عمر معادل تنش به بخش فزاینده منحنی نرخ‌خرابی وان‌مانند افزایش می‌یابد، اثر سوزاندن آزمایشی باعث کاهش طول‌عمر محصول می‌شود. در یک تولید بالغ (به انگلیسی: mature production)، تعیین اینکه آیا نرخ خرابی کاهشی وجود دارد یا خیر، آسان نیست. برای تعیین توزیع زمان خرابی برای درصد بسیار پایینی از تولید، باید تعداد بسیار زیادی از دستگاه‌ها را نابود کرد. با تحت فشار قرار دادن همه دستگاه‌ها برای مدت زمان سوزاندن آزمایشی معین، دستگاه‌هایی با بالاترین میزان خرابی ابتدا از کار می‌افتند و می‌توان آنها را از گروه خارج کرد؛ بنابراین با اعمال سوزاندن آزمایشی، می‌توان از خرابی‌های اولیه سامانه در حال استفاده به‌قیمت (بده‌بستان) کاهش بازده ناشی از فرایند سوزاندن آزمایشی جلوگیری کرد.
در صورت امکان، بهتر است علت اصلی خرابی‌های اولیه را از انجام عملیات سوزاندن آزمایشی حذف کنید. به همین دلیل، فرآیندی که در ابتدا از سوزاندن آزمایشی استفاده می‌کند، ممکن است درنهایت با شناسایی و حذف علل ریشه‌ای مختلف برای خرابی، آن را متوقف کند.
برای قطعات الکترونیکی، سوزاندن آزمایشی اغلب در دمای بالا و شاید ولتاژ بالا انجام می‌شود. این فرایند را می‌توان غوطه‌وری حرارتی (به انگلیسی: heat soaking) نیز نامید. قطعات ممکن است تحت آزمایش مداوم باشند یا به سادگی در پایان دوره سوزاندن آزمایشی آزمایش شوند.
استفاده دیگری از این اصطلاح توسط برخی از صدابازان وجود دارد، که تجهیزات صوتی جدید را برای چندین روز یا هفته روشن می‌گذارند تا قطعات را برای دستیابی به عملکرد مطلوب به دست آورند. با این حال، بحث‌های زیادی در مورد مزایای این عمل به وجود آمده است.